# Station Janzé
Station Janzé is een spoorwegstation in de Franse gemeente Janzé. Het wordt bediend door treinen van het netwerk TER Bretagne op het traject Rennes - Châteaubriant.